# بژوزووا گاتش
بژوزووا گاتش (به لهستانی:  Brzozowa Gać) یک روستا در لهستان است که در گمینا کوروو واقع شده‌است. بژوزووا گاتش ۵۸۰ نفر جمعیت دارد و ۱۵۴ متر بالاتر از سطح دریا واقع شده‌است.